# Euphaea bocki
Euphaea bocki – gatunek ważki z rodziny Euphaeidae.